# Vélodrome d’Hiver
Das Vélodrome d’Hiver (dt. Wintervelodrom), umgangssprachlich auch Vel’ d’Hiv’ genannt, war eine Radsporthalle in Paris in der Nähe des Eiffelturms. Das Bauwerk entstand 1909 als Ersatz für eine zur Weltausstellung Paris 1889 erbaute Vorgängerhalle auf einem benachbarten Grundstück und wurde 1959 abgerissen. Im Zweiten Weltkrieg wurde das Vélodrome d’Hiver als Sammellager unter anderem für tausende in Paris lebende Juden vor ihrem Abtransport in die deutschen Vernichtungslager in Osteuropa genutzt (Rafle du Vélodrome d’Hiver).

## Die Vorläuferin

Die erste Pariser Winterbahn (1907)

Das Vélodrome d’Hiver befand sich ursprünglich in der Maschinenhalle (Galerie des Machines), die anlässlich der Pariser Weltausstellung 1889 zusammen mit dem Eiffelturm errichtet worden war. Nach der Weltausstellung veranlasste Henri Desgrange, Herausgeber der Zeitschrift L’Auto und späterer Begründer der Tour de France, dass 1902 eine 333-Meter-Radrennbahn in die Halle eingebaut wurde. Die Bahn selbst nahm nur ein Drittel der riesigen Halle ein. Die erste Veranstaltung am 20. Dezember 1903 im „Vel’ d’Hiv’“ war ein Gehwettbwerb als Vorprogramm für ein Steherrennen mit den Stars der damaligen Zeit vor 20.000 Zuschauern. Der Eintritt kostete sieben Francs, es gab nur primitive Sitztribünen und keine Heizung.
- Siehe auch: Maschinenhalle Paris

## Umzug
1909 wurde die Maschinenhalle zum Abriss freigegeben und im Jahresverlauf 1910 abgerissen. Desgrange fand einen neuen Standort für die Radsporthalle an der Ecke Boulevard de Grenelle und Rue Nélaton. Das neue Gebäude übernahm auch den Namen Vélodrome d’Hiver. Hier wurde eine Radrennbahn von 253,16 Metern Länge eingebaut. Die Linie, auf der die Steher idealerweise fuhren, ergab eine Rundenlänge von genau 250 Metern. Die glasüberdachte Tribüne fasste bis zu 17.000 Zuschauer. Der 2700 Quadratmeter große Innenraum der Bahn wurde als Rollschuhbahn konzipiert. Erleuchtet wurde das Velodrom durch 1253 Hängelampen. Die Bauarbeiten wurden durch ein Hochwasser der Seine erschwert, weshalb die Eröffnung der Halle verschoben werden musste.

## Sechstagerennen

Sechstagerennen im Vélodrome d’Hiver in Paris im Januar 1913.

Das erste Sechstagerennen im ausverkauften Vel’ d’Hiv’ fand ab dem 13. Januar 1913 statt. Unter den 20.000 Zuschauern waren zahlreiche Prominente, darunter Henri de Rothschild, der ein Preisgeld von 600 Francs, und die Tänzerin Mistinguett, die 1000 Francs aussetzte. Im Fahrerfeld befanden sich populäre Rennfahrer wie Émile Friol, Émile Georget, der Deutsche Walter Rütt und der Däne Thorvald Ellegaard sowie der Tour-de-France-Sieger Louis Trousselier.
Kriegsbedingt fand das nächste Sechstagerennen erst im Jahre 1921 statt, fortan jährlich, meist Anfang April. Unter den Siegern der Pariser Six days im Vel’ d’Hiv’ befanden sich bekannte Fahrer wie Oscar Egg, Georges Sérès sr., Émile Aerts, Piet van Kempen, Reggie McNamara, Georges Wambst, Jan Pijnenburg und Rik Van Steenbergen. Das letzte Pariser Sechstagerennen im Vel’ d’Hiv’ gewann Jacques Anquetil im November 1958, am Start waren zudem Fausto Coppi und Roger Rivière.
Ab 1926 wurde es Tradition, eine „Sechstage-Königin“ zu wählen, darunter Edith Piaf, die Schauspielerin Annie Cordy und die Akkordeonspielerin Yvette Horner. Im letzten Jahr (1958) gewann die Schauspielerin Michèle Mercier („Angelique“) den Schönheitswettbewerb. Passionierte Besucher der Six days waren Ernest Hemingway und Samuel Beckett, solange sie in Paris lebten.

## Weitere Veranstaltungen
Neben Sechstagerennen und anderen Radsportwettkämpfen auf der Radrennbahn wie Steher-Rennen und Sprint-Wettbewerbe fanden viele weitere Sportveranstaltungen im Vel’ d’Hiv’ statt, darunter Boxkämpfe, Ringkämpfe, Eislaufveranstaltungen – mit Sonja Henie oder den „Skating Vanities“ aus den USA – und Eishockeyspiele (dafür wurde der Innenraum in eine Eisfläche verwandelt) sowie Zirkusauftritte. 1951 wurde dort die Basketball-Europameisterschaft ausgetragen.
Die spektakulärste Zirkusshow im Jahre 1931, organisiert vom amerikanischen Box-Promoter Jeff Dickson, war gleichzeitig der größte Flop im Vel’ d’Hiv’. Dickson hatte günstig 100 Löwen von einem Zirkus kaufen können und stellte eine Schau mit Kamelen und schwarzen Darstellern auf die Beine. Doch die Löwen waren krank und müde, Schreckschüsse in die Luft änderten daran nichts. Als Mitarbeiter begannen, die Löwen zu schlagen, protestierte das Publikum. Dickson versuchte zunächst ohne Erfolg, die Tiere loszuwerden. Sie wurden schließlich in einen deutschen Zoo geschafft. Das Debakel verursachte einen Verlust von 700.000 Francs.

## Zweiter Weltkrieg
Nach Beginn der großen Frankreich-Offensive der Wehrmacht im Mai 1940 wurde das Vélodrome d’Hiver zum Sammelplatz für mehrere Tausend in Paris lebender Frauen deutscher Herkunft bestimmt, die nach dem Beschluss der französischen Regierung als feindstaatsangehörige Ausländerinnen in südfranzösische Internierungslager wie das Camp de Gurs gebracht werden sollten. Der Abtransport erfolgte nach etwa zweiwöchigem Aufenthalt im Velodrom unter prekären Bedingungen mit der Eisenbahn. Allein in Gurs trafen am 23. Mai 2364 Frauen aus Paris und Umgebung ein. Das entsprechende Sammellager für Männer befand sich im Pariser Buffalo-Stadion.
Im Juli 1942 wurden mehr als 8.000 der bei einer Massenrazzia (frz. rafle) verhafteten 13.000 Pariser Juden, die Hälfte davon Kinder, vor ihrem Abtransport in deutsche Vernichtungslager unter unmenschlichen Bedingungen im Vélodrome d’Hiver festgehalten. Die Ereignisse um ihre Verhaftung und Deportation sind unter dem Begriff „Rafle du Vel’ d’Hiv“ bekannt.

## Die letzten 14 Jahre
Nach dem Ende des Zweiten Weltkriegs fanden im Vélodrome d’Hiver zahlreiche weitere Veranstaltungen statt wie Boxkämpfe, Catchen wie auch Roller-Catchen, ein Rodeo, Militär-Musikfestivals, Springreiten, Eisshows, Zirkusauftritte und natürlich weiterhin Sechstagerennen, aber auch politische Veranstaltungen.
Das letzte Sechstagerennen im Vélodrome d’Hiver startete am 7. November 1958. Kurz darauf kam es zu einem Brand in der Halle, der sie als Veranstaltungsraum unbrauchbar machte. Die Reste wurden schließlich 1959 abgerissen. Am 12. Mai 1959, eine Woche vor dem Abbruch, veranstaltete der Künstler Salvador Dalí eine Kunstaktion auf der Bühne des Vélodrome d’Hiver, bei der er ein Modell des Eiffelturms explodieren ließ.

## Gedenken
Nach dem Abriss des Velodroms wurden auf dem Gelände Wohnhäuser und ein Gebäude des französischen Innenministeriums erbaut. Bereits seit 1946 befindet sich auf dem Gelände eine private Gedenkplakette einer antifaschistischen Organisation zur Erinnerung an die Zusammentreibung verfolgter Juden in dem Stadion während der Rafle du Vélodrome d’Hiver. Da die Stätte an die Kollaboration französischer Stellen bei der nationalsozialistischen Judenverfolgung während der deutschen Besatzung erinnert, gilt sie in Frankreich als Politikum. Der Pariser Architekt Mario Azagury und der polnische Bildhauer Walter Spitzer, der zu den Überlebenden von Auschwitz gehört, entwarfen 1993 ein Denkmal nahe dem historischen Standort des Vel’ d’Hiv’ am Quai des Grenelles, das am 17. Juli 1994 in Anwesenheit von Staatspräsident François Mitterrand enthüllt wurde.